# إلين كريستي
إلين كريستي (بالإنجليزية: Elaine Christy)‏ هي عازفة قيثار ‏ أمريكية، ولدت في القرن العشرين.